# Скрипник, Дмитрий Евтихиевич
Дмитрий Евтихиевич Скрипник (1921 — 14.6.1945) — разведчик взвода пешей разведки 458-го стрелкового полка (78-я стрелковая дивизия, 27-я армия, 2-й Украинский фронт), красноармеец, участник Великой Отечественной войны, кавалер ордена Славы трёх степеней.

## Биография
Родился в 1921 году в селе Ореховатка ныне Изюмского района Харьковской области. Украинец. 
В апреле 1944 года был призван в Красную Армии Тростянецким райвоенкоматом Винницкой области. Весь боевой путь прошёл в 458-м стрелковом полку 78-й стрелковой дивизии. 
20 августа 1944 года при прорыве обороны противника в 20 км западнее города Яссы (Румыния) красноармеец Скрипник, будучи связным командира 3-го батальона, под огнём противника оперативно доставлял приказы командования в роты батальона. 22 августа при взятии высоты в рукопашной схватке уничтожил 6 пехотинцев противника и 3 взял в плен.
Приказом по частям 78-й стрелковой дивизии от 2 октября 1944 года (№ 72/н) красноармеец Скрипник Дмитрий Евтихиевич награждён орденом Славы 3-й степени.
В декабре 1944 года за умелое командование разведгруппой и захват 10 пленных получил первую боевую награду - медаль «За отвагу».
19 января 1945 года в районе населённого пункта Доброшино (Словакия) в бою за высоту 319 красноармеец Скрипник заменил выбывшего из строя командира отделения, поднял бойцов отделения в атаку. Первым ворвался в траншеи врага, забросал противника гранатами и первым ворвался в них. Выбив противника, отделение удерживало позиции до подхода основных сил. 
Приказом по войскам 27-й армии от 7 марта 1945 года № 53 красноармеец Скрипник Дмитрий Евтихиевич награждён орденом Славы 2-й степени.
Весной 1945 года воевал уже в полковой разведке.
14-15 апреля 1945 года при переходе бывшей австрийской границы в районе населённых пунктов Рудерсдорф и Фюрстенфельд (Германия) красноармеец Скрипник, действуя в составе взвода, гранатами и огнём из автомата уничтожил до 15 гитлеровцев, захватил радиста с радиостанцией, 2 солдат противника и большое количество оружия. Был представлен к награждению орденом Славы 1-й степени.
Эта награда осталась не врученной. Красноармеец Скрипник в 458-м стрелковом полку 78-й стрелковой дивизии прошёл до конца войны. День Победы встретил в Австрии. После окончания боёв продолжал службу в той же части.
Указом Президиума Верховного Совета СССР от 15 мая 1946 года за отвагу и храбрость, проявленные в боях с немецкими захватчиками в Великой Отечественной войне красноармеец Скрипник Дмитрий Евтихиевич награждён орденом Славы 1-й степени. Стал полным кавалером ордена Славы. 
Скончался 14 июня 1945 года от болезни (менингит) в 320-м инфекционном госпитале. Похоронен на старом кладбище Сент-Михай в городе Шопрон (медье Дьёр-Мошон-Шопрон) Венгрия.

## Награды
- - Орден Красной Звезды (11.04.1945)[4];
- Полный кавалер ордена Славы:
  - орден Славы I степени (15.05.1946)[5];
  - орден Славы II степени (07.03.1945)[6];
  - орден Славы III степени (02.10.1944)[7];
- медали, в том числе:
  - «За отвагу» (31.12.1944)[8];

## Память
- Его имя увековечено в Главном Храме Вооружённых сил России, и навсегда запечатлено на мемориале «Дорога памяти».